# Thaleia Kasapoglou
Thaleia Kasapoglou (in greco Θάλεια Κασαπόγλου?; Amarousio, 11 settembre 1984) è una cestista greca.

## Carriera
Con la Grecia ha disputato i Campionati europei del 2011.